# 東九龍總區總部

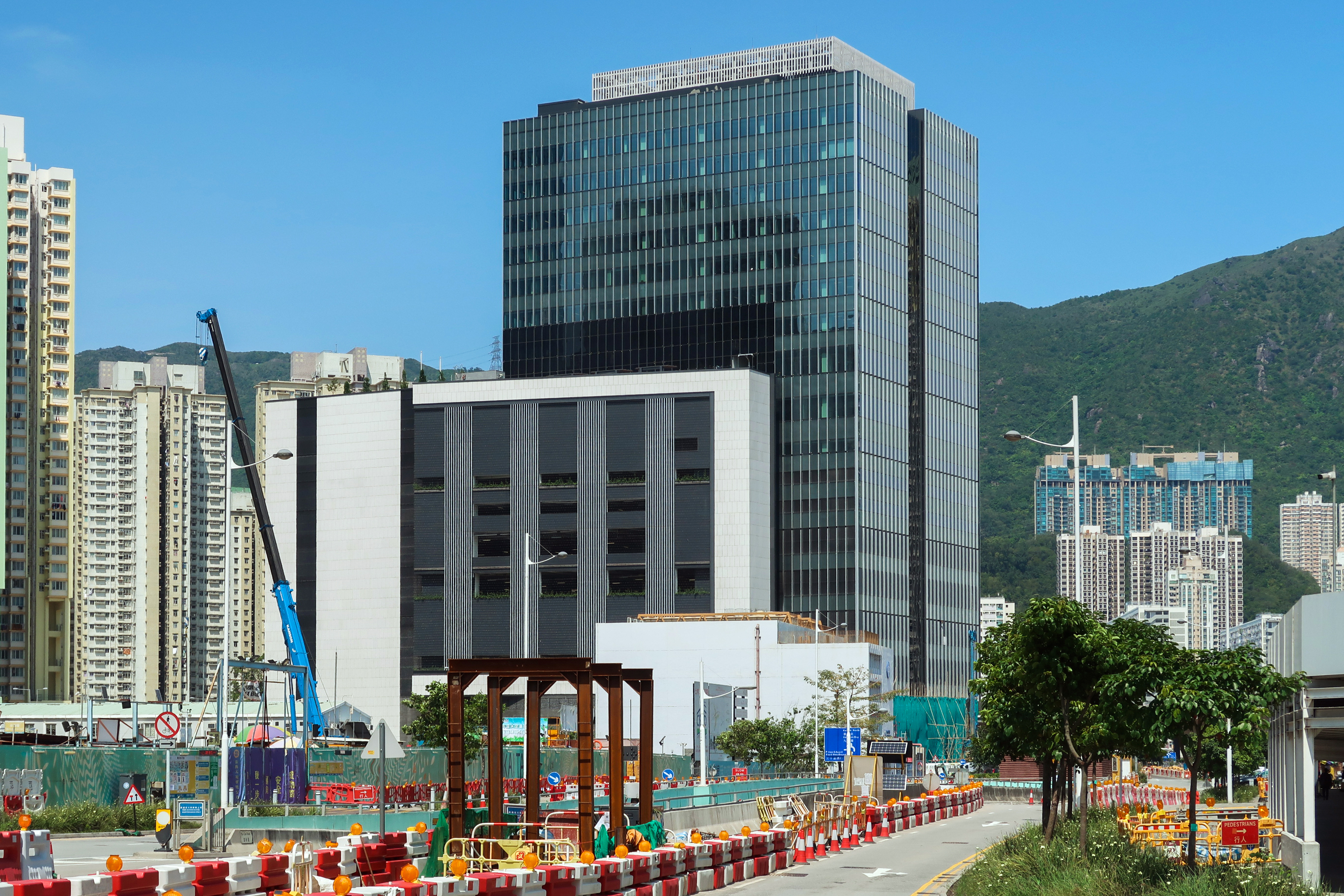
東九龍總區總部暨牛頭角分區警署

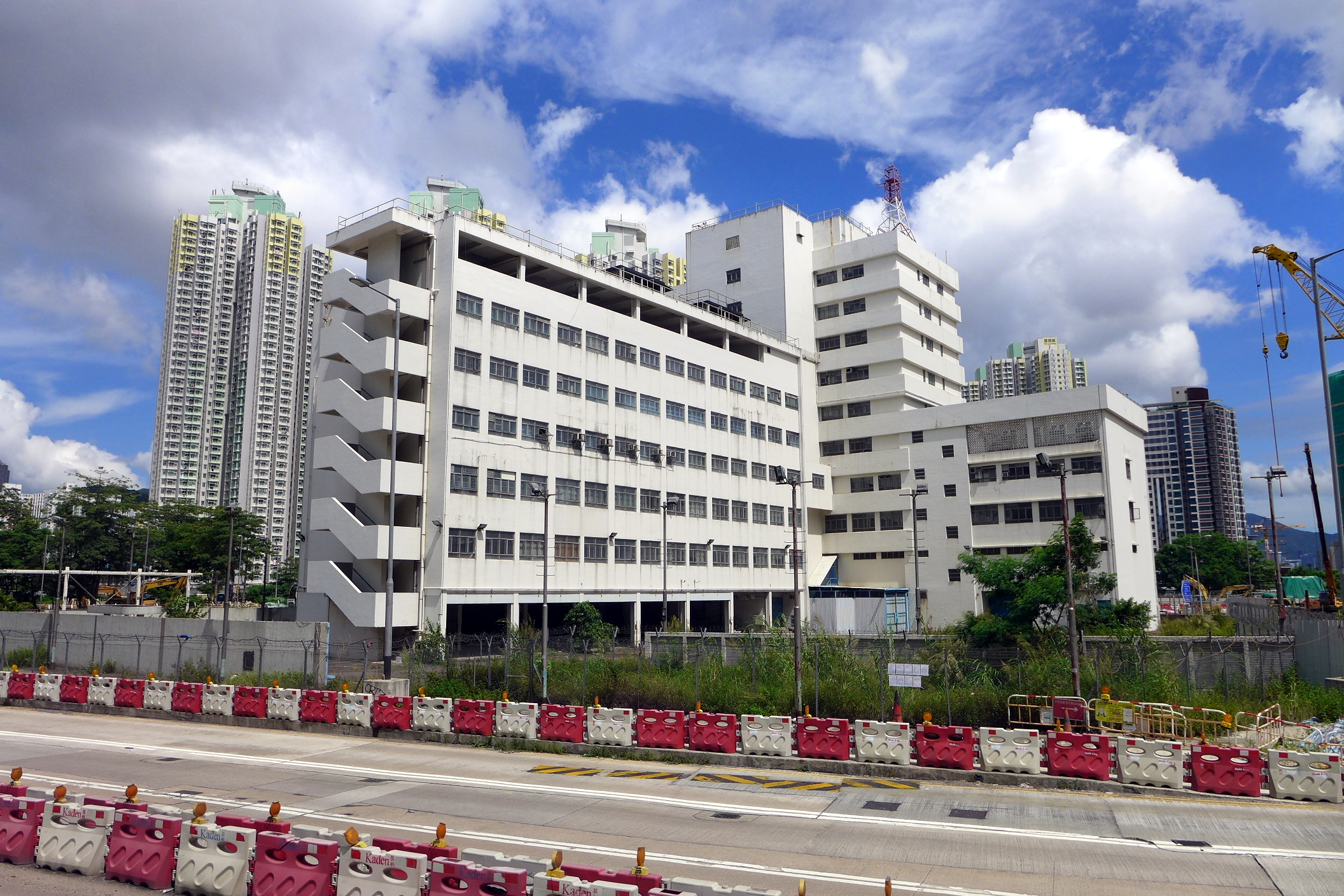
啟德行動基地已在2017拆卸，之後重建為新的東九龍總區總部

東九龍總區總部暨牛頭角分區警署（英語：Kowloon East Regional Headquarters cum-Ngau Tau Kok Divisional Police Station）為香港警務處東九龍總區總部及各主要部門的所在地，位於香港九龍啟德協調道105號，新蒲崗景泰苑的對面。于2023年，東九龍總區總部有159名警務人員和35名文職人員駐守。

## 歷史
1992年，香港警察九龍總區劃分為東、西兩個總區，而東九龍總區轄下有4個警區，包括黃大仙、秀茂坪、觀塘及將軍澳警區。不過因應當時東九龍總區未有個別工作大樓，東九龍總部和相關附屬單位便分散到不同地點運作，例如指揮官辦公室坐落於將軍澳警署、刑事總部設於慈雲山警署等，有礙警務處的內部協調及調遣資源的效率。加上臨近2010年代，因應《啟德發展計劃》落實及進行，預計啟德發展區的未來人口將會大幅度地增加至近300,000（86,000個住戶人口和200,000個流動人口，流動人口中主要為旅客），可以預計該區域的罪案數字及社會問題將會隨之受到影響；此外，為了防範將會在啟德陸續地落成及啟用的啟德郵輪碼頭、啟德體育園及酒店等所帶來的恐怖襲擊風險，並且策略地加強該區域的警察力量，香港警務處於2010年公布計劃於九龍九龍城區啟德協調道（即1983年設立的前機場警署，後來被更改為啟德行動基地）重新設置東九龍總區總部，以及搬遷原本位於九龍灣兆業街1號的東九龍行動基地暨牛頭角分區警署，新的東九龍總區總部佔地約6,600平方米，包括東九龍總區總部、東九龍行動基地、牛頭角分區警署及鐵路警區總部，並且設有室內靶場等訓練設施；而大樓由Farrells設計。興建工程原定於2014年年中啟動，2017年年底落成。不過，到2017年3月才展開地基打入樁工程，而目前建築物已封頂。工程預計於2019年第四季完工，而大樓則預計於2020年初啟用。
2020年9月23日，大樓內的新牛頭角分區警署啟用，而東九龍交通部報案室則於同年10月6日啟用。

## 歷任指揮官
- 馮兆元
- 袁應林
- 古樸（Kevin Cooper）
- 何國佳（Blaine Hoggard）
- 孫貴良
- 韓家傑（署理）（Blake Hancock）
- 李建輝
- 嘉宏禮（David Cartwright）
- 穆敬賢（Richard Morgan）
- 麥國兆（Duncan mccosh）
- 何婉霞
- 張靜
- 呂錦豪
- 羅越榮

## 相關參見
- 警察總區